# Loricariichthys anus
Loricariichthys anus es una especie de peces de la familia Loricariidae en el orden de los Siluriformes.

## Morfología
Los machos pueden llegar alcanzar los 46 cm de longitud total.

## Distribución geográfica
Se encuentran en Sudamérica: ríos costeros del sur de Brasil y cuencas de los ríos  Uruguay y  Paraná.